# Theophilus E. Dönges

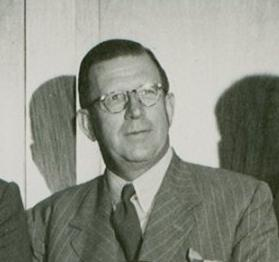
Theophilus E. Dönges

Theophilus Ebenhaezer Dönges (* 8. März 1898 in Klerksdorp; † 10. Januar 1968 in Kapstadt) war ein südafrikanischer Politiker.
Er wurde in Klerksdorp, Transvaal, geboren und war der Sohn eines deutsch-niederländischen Pfarrers. Er studierte an den Universitäten von Stellenbosch und in London, wo er 1925 promovierte. Der Titel seiner Dissertation ist The liability for safe carriage of goods in Roman-Dutch law (deutsch etwa: „Die Haftung für die sichere Beförderung von Gütern im römisch-holländischen Recht“). Sie erschien gedruckt 1928 in Kapstadt.
Dönges war Mitglied der Nasionale Party (NP). Für sie war er seit 1941 Abgeordneter im südafrikanischen Parlament. Nach dem Wahlsieg der NP 1948 gehörte er der Regierung an. Zunächst war er Minister für innere Angelegenheiten sowie Post- und Telegrafenwesen (afrikaans: Minister van Binnelandse Sake en Pos- en Telegraafwese) und seit 1958 Finanzminister.
In seiner Amtszeit als Innenminister forcierte Dönges das Projekt eines Book of Life (deutsch: „Buch des Lebens“), gedacht als lückenlose „behördliche Biographie“ eines jeden Bürgers des Landes, und schuf dazu das staatliche Bureau of Census and Statistics (deutsch etwa: „Büro für Volkszählung und Statistik“). Die so zentralisierte Bevölkerungsregistrierung erlangte durch ihren zielgerichteten Ausbau den Charakter eines Kernstücks der Apartheidspolitik. Als erste Stufe dazu gab die Regierung eine Identitätskarte (englisch: Identity Card; afrikaans: Persoonskaart) aus, worauf mit einem Zahlencode die Zugehörigkeit zu einer „Rassengruppe“ erkennbar war. Eine derartige Klassifizierung war bereits in der ersten Hälfte des 20. Jahrhunderts in Südafrika diskutiert worden, kam jedoch nach 1948 durch den Population Registration Act aus dem Jahre 1950 zur Umsetzung. Das Projekt erzeugte heftige Kritik, so aus den Reihen der Springbok Legion oder von Jan Smuts und assoziierte einen ähnlichen Zweck wie bei der Volkskartei in Deutschland. Dönges beschrieb die Bedeutung seines Projekts wie folgt: „… most important aspect of the identity card … the identity number“ (deutsch etwa: „der wichtigste Aspekt der Identitätskarte … [ist] … die Identitätsnummer“). Die beginnende Ausgabe der Identitätskarte beging die Regierung mit einem feierlichen Akt am 14. Oktober 1955 in Pretoria.
Nachdem 1967 Charles Robberts Swart aus seinem Amt als Präsident von Südafrika aus Altersgründen zurückgetreten war, wurde Dönges zum Nachfolger gewählt, starb aber nach langer Krankheit vor seiner Amtseinführung. Das Amt wurde zunächst von Jozua François Naudé übernommen.

## Schriften
- The new South African citizenship, London, Public Relations Office, 1949[9]
- Municipal law: with special reference to the Cape Province (statutes amended up to end of 1951), Mitautor: L. de V. van Winsen et al., Cape Town, Juta & Co., 1953 (2. Aufl.)[10]